# Egon Hillgenberg
Egon Hillgenberg (* 24. Dezember 1883 in Stettin; † 17. Juni 1963 in Hamburg) war ein deutscher Lehrer und Schriftsteller.

## Leben
Hillgenberg war der Sohn eines Musikprofessors. Er arbeitete 43 Jahre lang als Lehrer in Hamburg. 
Er veröffentlichte als Schriftsteller Bühnenwerke, Novellen und Jugendbücher. Stücke von ihm wurden zwischen 1928 und 1932 von der Nordischen Rundfunk AG ausgestrahlt. 

## Werke (Auswahl)
- Hans, der Träumer. 1911. (Bühnenstück)
- Es regnet Geld! Eine geheimnisvolle Geschichte. K. W. Schade, Danzig 1928.
- Helmuth, der Zirkusdetektiv. Eine heitere Jungendetektivgeschichte. P. Franke, Berlin 1939.
- Ramata, der Gauklerjunge. Eine Erzählung für die Jugend. P. Franke, Berlin 1939.